# برج عمر إدريس
برج عمر إدريس المعروفة بتماسنين (Timassinine)إحدى بلديات ولاية إليزي وتقع شمال الولاية فوق هضبة (تنغرت) وفي أقصى الجنوب الشرقي الجزائري، وهي من أقدم البلديات على مستوى القطر الجزائري، إذ كانت عبارة عن ملتقى طرق لقوافل الحجيج والتجارة لمختلف المدن الصحراوية والأفريقية وهمزة وصل بين الشمال والجنوب منذ أكثر من 8000 سنة تقدر مساحتها بحوالي (28,82الف) كم مربع.كانت تسمى ب تماسنين أي منطقة العبور باللغة الأمازيغية القديمة ثم لما دخلها الاحتلال الفرنسي عام 1880 تم تغيير اسمها إلى فور فلاتيرز (fort flatters) وهو اسم ضابط فرنسي قتل على يد السكان المحليين سنة [1881] أثناء قيامه بجولة استكشافية قادها على المنطقة بمساعدة بعض شعانبة الهضاب.
وتعرف عالميا بهذا الاسم إلى غاية الآن، ثم أُطلق عليه اسم الشهيد المكنى بالاسم الثوري عمر إدريس من ولاية الجلفة، وقد عرفت باسم الزاوية أو الزاوية الكحلة لكثرة الأشجار بها من طرف سكان أدرار وتمنراست والمنيعة...
تعد البلدية من أغنى المناطق السياحية على المستوى الوطني وتسمى بجوهرة الصحراء الجزائرية، إذ يعد تصنيفها التابع لحضيرة تنغرت -تابعة للطاسيلي حاليا- الوطنية حضيرة عالمية وتعتبر محمية طبيعية بحق إذ تضم مجموعة من الطيور النادرة مثل اللقلق ومالك الحزين والحجل والحبار وغيره من الطيور والحيونات لأخرى كالغزلان بأنواعها، إضافة إلى حوالي 6 أنواع من أنواع الأيل البري [الأروي] والفنك والثعلب والنعام...و غيرها من الحيونات الأخرى...
كما تحتوي المنطقة على مناظر طبيعية كالشلالات والمواقع الأحفورية والسياحية والأثرية الطبيعية، كما تنعم المنطقة بالنفط والغار الطبيعي والمياه الجوفية الحلوة وتنشط بها كبريات الشركات النفطية العالمية ك: هاليبرتن ووزر فورد وسوناطراك الجزائرية وتوتال وشلومبيرجي الفرنسية، ريبسول الإسبانية، لافلان الكندية وغيرها.
كما تضم كل من المناطق التالية وهي جزء لا يتجزء من تراب البلدية: تين فوي تبنكورت (TFT) وغرد النص والحمراء وحاسي بلقبور.
يقارب عدد سكان المنطقة حاليا بحوالي 9.000 نسمة، وهي مزيج من السكان المحليين ومختلف سكان الجزائر.

## أصل التسمية
أُطلق عليه اسم الشهيد المكنى بالاسم الثوري عمر إدريس من ولاية الجلفة

### الموقع الجغرافي
تقع بلدية برج عمر إدريس شمال الولاية في أقصى الجنوب الشرقي الجزائري، يحدها كل من:
- شمالا: ولاية ورقلة
- جنوبا: إليزي
- شرقا: بلديتي عين امناس والدبداب
- غربا: ولاية تمنراست

### التضاريس
يحدها من الشمال الشرقي العرق الشرق الكبير وتقع فوق هضبة تنغرت

## أحياء وقرى البلدية
- حي العين حي الحوانيت

و زاوية سيدي موسى (حي العتيق)
- قرية تين فوي تبنكورت ورود النص والحمرا

و حي 89 مسكن المدعو بالمنطقة الحضرية

## الفلاحة
تنقسم الأراضي الزراعية إلى 16 محيط فلاحي بها 25 بئر ارتوازي وتقدر المساحة الاجمالية الصالحة للزراعة ب: 879.6 هكتار منها 284.97 هكتار مستصلحة يشتغل بها 310 فلاح اما مختلف المحاصيل المزروعة فهي:
```
التمور والحبوب والاعلاف والخضر والفواكه
```

## الصناعة
- الصناعات النفطية
- الصناعات التقليدية والحرف

### وصلات خارجية
- إذاعة إيليزي الجهوية: البث الحي.